# Jana Köhler
Jana Köhler (* 11. Januar 1986 in West-Berlin) ist eine ehemalige deutsche Beachvolleyballspielerin.

## Karriere als Spielerin
Jana Köhler ging seit 2003 sowohl bei nationalen als auch internationalen Beach-Turnieren an den Start. Von 2003 bis 2007 belegte sie serienweise Medaillenränge bei verschiedenen Europa- und Weltmeisterschaften der Juniorinnen. U.a. wurde sie mit Laura Ludwig 2003 Welt- und Europameisterin in der Altersklasse U18. 2009 erlitt sie einen Kreuzbandriss, der sie zu einer längeren Pause zwang.

### 2010
Mit ihrer Beach-Partnerin Julia Sude belegte Jana Köhler Anfang August den fünften Platz bei der Europameisterschaft von Berlin. Eine Woche später landeten Köhler-Sude auf dem fünften Rang beim Weltserien-Turnier in Aland/Finnland. Bei den Deutschen Beachvolleyball-Meisterschaften in Timmendorf gewann Jana Köhler mit Julia Sude im Endspiel am 28. August gegen die Europameisterinnen Sara Goller und Laura Ludwig mit 2:1 Sätzen.

### 2011
Mit einem fünften Platz bei der Beachvolleyball-Weltmeisterschaft 2011 in Rom erreichte Jana Köhler mit ihrer Partnerin Julia Sude das beste deutsche Ergebnis. Im August spielten Köhler/Sude bei der Europameisterschaft in Kristiansand, wo sie im Viertelfinale gegen die neuen Europameisterinnen Cicolari/Menegatti mit 0:2 verloren. Bei der deutschen Meisterschaft unterlagen sie im Endspiel Sara Goller und Laura Ludwig.

### 2012
Nach einem neunten Platz bei der Europameisterschaft in Scheveningen trennten sich Jana Köhler und Julia Sude. Mit ihrer neuen Partnerin Anni Schumacher gelangen Jana Köhler anschließend drei Siege in Folge auf der nationalen Smart-Beach-Tour sowie ein neunter Platz beim Grand Slam in Berlin. Bei den Deutschen Meisterschaften belegten Köhler/Schumacher Platz vier.

### 2013/2014
Sowohl mit Anni Schumacher als auch sporadisch mit Elena Kiesling hatte Köhler national und international zahlreiche Top-Ten-Platzierungen. Turniersiege gab es beim FIVB-Challenger in Seoul (2013 mit Kiesling), beim CEV-Satellite in Vaduz (2013 mit Schumacher), beim Smart Beach Cup in St. Peter-Ording (2014 mit Schumacher), beim Smart Beach Cup in Nürnberg (2014 mit Kiesling) und bei der Schweizer coop Beachtour in Rorschach (2014 mit Katharina Culav). Bei den Deutschen Meisterschaften belegten Köhler/Schumacher 2013 und 2014 jeweils Platz fünf. Im September 2014 beendete Jana Köhler ihre Karriere.

## Karriere als Trainerin
Seit 2015 ist Köhler als Trainerin im Beachcenter Hamburg und auch in internationalen Trainingscamps tätig. Von August bis September 2017 war sie als Sportdirektorin für Beachvolleyball im Deutschen Volleyball-Verband tätig.